# Dainihonshi
Dai Nihonshi (大日本史? letteralmente "Grande Storia del Giappone") è un libro di storia giapponese.

## Descrizione
Scritto nel periodo Edo dal han di Mito (oggigiorno corrisponde alla Prefettura di Ibaraki). Il progetto di scrittura fu iniziato da Tokugawa Mitsukuni nel secolo XVII e il lavoro proseguì nel periodo Meiji. L'opera prende inizio con l'imperatore Jinmu il Leggendario e termina con il centesimo imperatore Go-Komatsu) nel 1392.
L'intera opera comprende 397 pergamene in 226 volumi e 5 pergamene di indice.
Il Dai Nihonshi è uno dei libri eruditi più importanti del periodo Edo e pone le fondamenta delle scuole Mitogaku e Kokugaku. L'opera è fortemente influenzata dal Confucianesimo.